# Burg Alt-Falkenstein (Balsthal)
Die Burg Alt-Falkenstein, örtlich Schloss Alt-Falkenstein, ist eine teilweise erhaltene Höhenburg am Eingang der Klus bei Balsthal im Kanton Solothurn in der Schweiz. Sie beherbergt heute das Museum Alt-Falkenstein.
Die Burg wird historisch auch als Blauenstein bezeichnet, z. B. auf den Stichen von David Herrliberger nach Emanuel Büchel, was damit zusammenhängen könnte, dass zumindest die benachbarte Burg Neu-Falkenstein um 1400 eine Zeitlang an Rutschmann von Blauenstein verpfändet war. Dies führt gelegentlich zu Verwechslungen mit der Burg Blauenstein bei Kleinlützel. Eine weitere historische, gelegentlich noch verwendete Bezeichnung ist Kluser Schloss.

## Geschichte
Der Bischof von Basel, Burkhard von Fenis, war vom Kaiser Heinrich IV. für seine Treue während des Investiturstreits mit Ländereien beschenkt worden. Dazu gehörte die Landgrafschaft Buchsgau. Zum Grenzschutz seines neuen Territoriums liess er auf einem Felsen im Jura-Quertal («Klus») in Richtung Balsthal eine von seinen Vasallen, dem Grafen von Falkenstein, bewohnte Burg errichten. Als Bauherr kommt Rudolf I. von Falkenstein (erwähnt ab 1224 bis 1251) in Frage, als Bauzeit die Jahre um 1250. Erstmals urkundlich erwähnt wurde die Burg 1255.
Nach verschiedenen Besitzerwechseln wurde die Burg Anfang des 15. Jahrhunderts vom verarmten Landadel an die Stadt Solothurn verkauft. Die dortigen Patrizier erweiterten die Burg und verwendeten sie in den folgenden Jahrhunderten als Sitz für ihre Vogteien.
Heute beherbergt die Anlage ein Heimatmuseum.

## Galerie

Alt-Falkenstein (hier als Blauenstein bezeichnet) mit dem Städtchen Klus auf einem Stich von Büchel/Herrliberger, um 1757/1758
Alt-Falkenstein (hier als Blauenstein bezeichnet) auf einem Stich von Salomon Gessner, um 1782
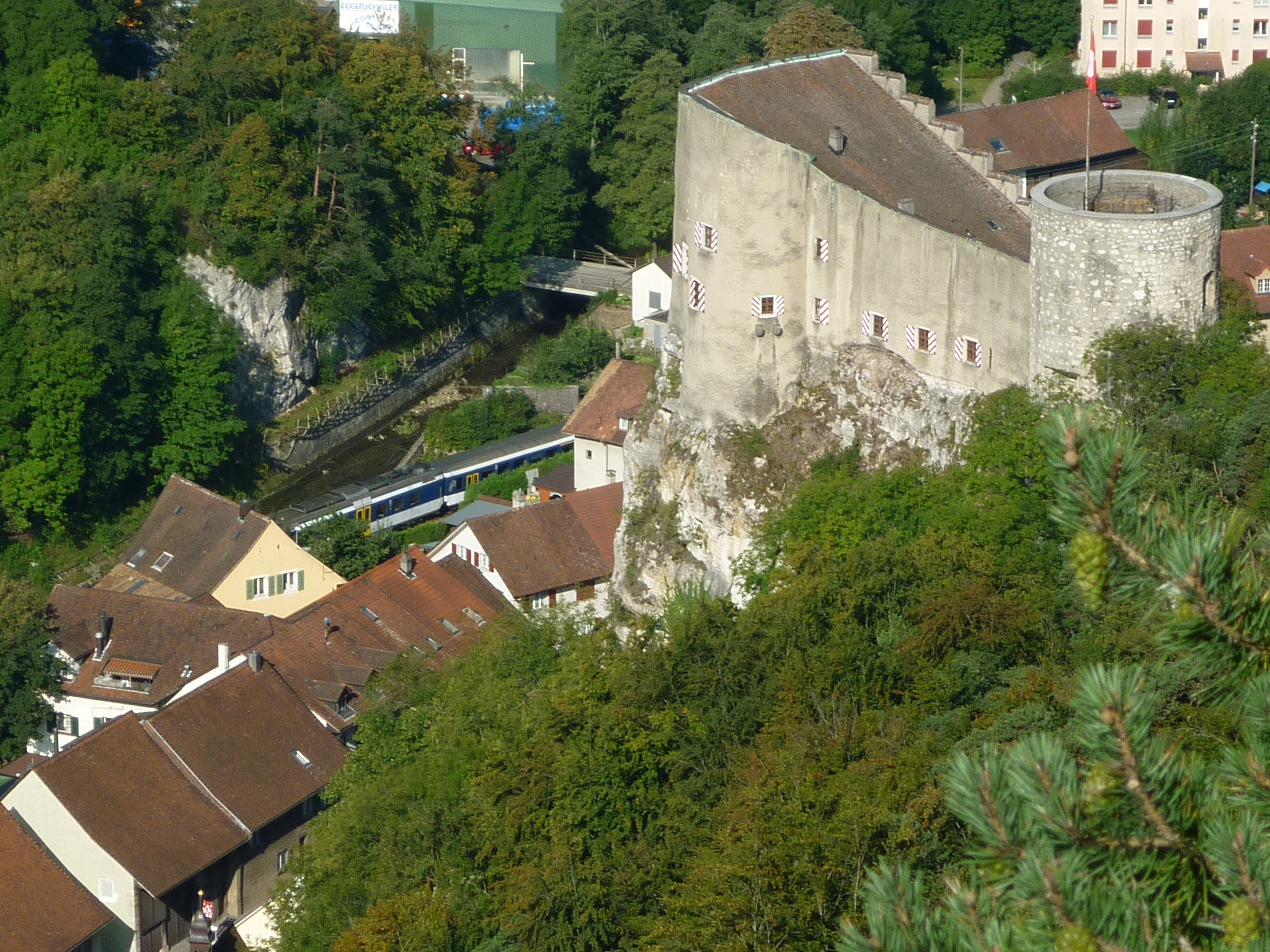
Alt-Falkenstein mit Klus von oben, 2009
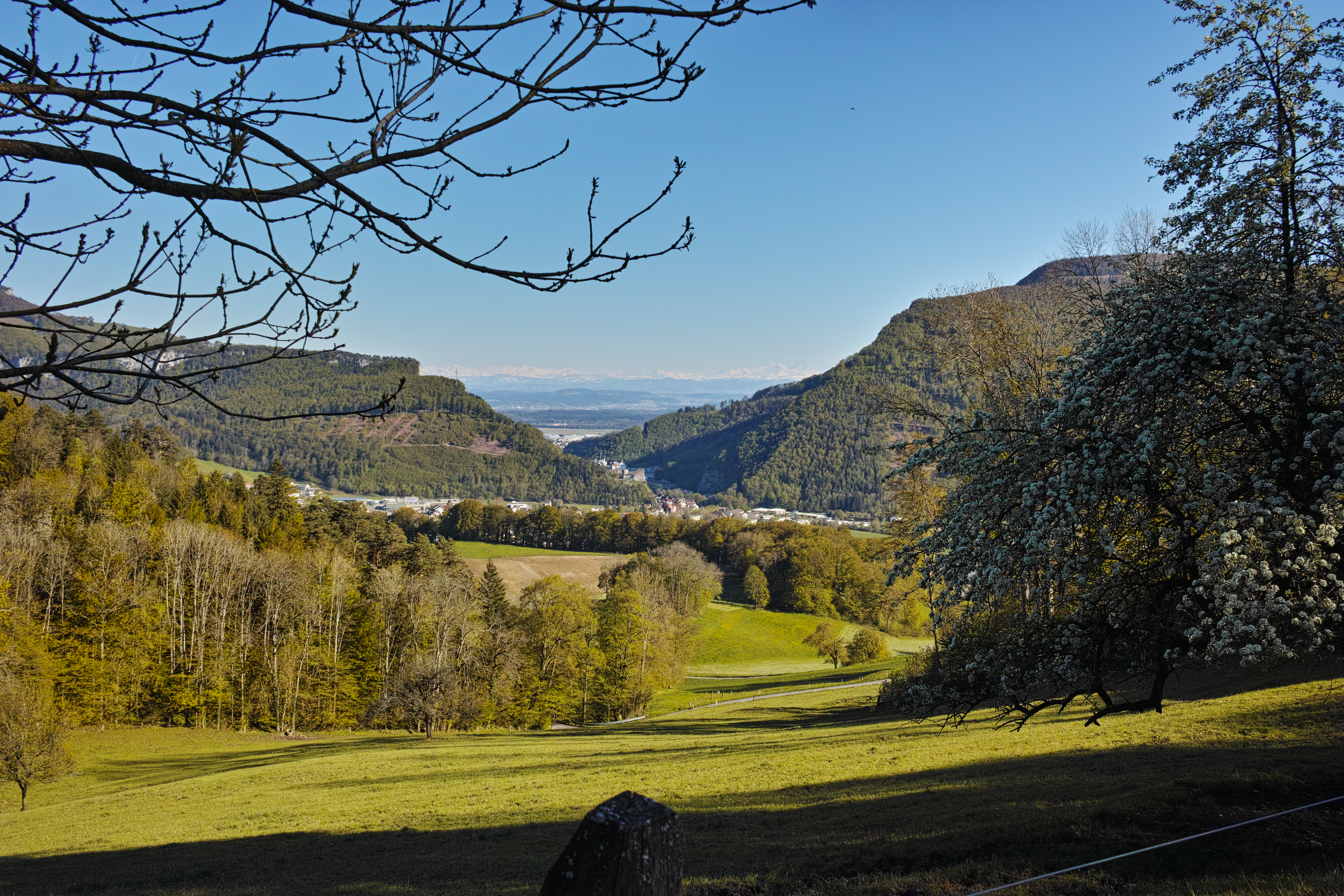
Blick von Höngen bei Laupersdorf zur Klus mit der Burg Alt-Falkenstein in der Bildmitte, 2016